# Hixton (hrabstwo Jackson)
Hixton – wieś w Stanach Zjednoczonych, w stanie Wisconsin, w hrabstwie Jackson.